# Drums Along the Mohawk
Drums Along the Mohawk is een Amerikaanse avonturenfilm uit 1939 onder regie van John Ford. Het scenario is gebaseerd op de gelijknamige roman uit 1936 van de Amerikaanse auteur Walter D. Edmonds. De film werd destijds in Nederland uitgebracht onder de titel Vlammende wouden.

## Verhaal
Aan het begin van de onafhankelijkheidsoorlog tegen Groot-Brittannië worden de pioniers Gilbert en Lana Martin belaagd door indianen. Nadat zijn woning wordt vernield tijdens een aanval, besluit Gilbert zich aan te sluiten bij een regiment, dat jacht maakt op die indianen.

## Rolverdeling
| Acteur            | Personage                  |
| ----------------- | -------------------------- |
| Claudette Colbert | Lana Martin                |
| Henry Fonda       | Gilbert Martin             |
| Edna May Oliver   | Mevrouw McKlennar          |
| Eddie Collins     | Christian Reall            |
| John Carradine    | Caldwell                   |
| Dorris Bowdon     | Mary Reall                 |
| Jessie Ralph      | Mevrouw Weaver             |
| Arthur Shields    | Dominee Rosenkrantz        |
| Robert Lowery     | John Weaver                |
| Roger Imhof       | Generaal Nicholas Herkimer |
| Francis Ford      | Joe Boleo                  |
| Ward Bond         | Adam Hartman               |
| Kay Linaker       | Mevrouw Demooth            |
| Russell Simpson   | Dokter Petry               |
| Spencer Charters  | Herbergier                 |

## Prijzen en nominaties
| Jaar | Prijs  | Categorie                | Genomineerde(n)           | Uitslag     |
| ---- | ------ | ------------------------ | ------------------------- | ----------- |
| 1939 | Oscars | Beste vrouwelijke bijrol | Edna May Oliver           | Genomineerd |
| 1939 | Oscars | Beste camerawerk         | Bert Glennon Ray Rennahan | Genomineerd |